# A Última Casa de Ópio
A Última Casa de Ópio é um filme de drama brasileiro de 2010, dirigido por Pedro Rossi.
Baseado no livro homônimo de Nick Tosches, com passagens de "Visão d'Ópio" de João do Rio, o filme foi dirigido por Pedro Rossi, produzido por Isabel Joffily e conta com os atores David Rasche, Branca Messina e Jonathan Azevedo no elenco, tendo também a participação especial da cantora Orieta Castillo e do baterista Jahir Soares, como o personagem "Papa".
A produção é da Coevo Filmes, do cineasta José Joffily, em co-produção com El Desierto Filmes. Com fotografia de Luis Abramo e André Lavaquial, trilha original de Jaques Morelenbaum e Gabriel Araújo Geszti e edição de Gabriel Durán.

## Enredo
Nick Tosches é um americano bem-sucedido, de cerca de 60 anos. Em passagem pelo Rio de Janeiro, se hospeda em um hotel de luxo em Copacabana. Cansado de um mundo carente de aventuras, onde tudo já foi devidamente explorado e empacotado para o consumo, Tosches se encontra em uma busca pessoal por uma última aventura romântica. Sua meta: trilhar o caminho espiritual de alguns de seus heróis. Sua ferramenta: o ópio.

## Elenco
- David Rasche
- Jonathan Azevedo
- Jahir Soares
- Branca Messina
- Orieta Castillo